# Broadacre City
Broadacre City (Weite Stadt) ist ein vom amerikanischen Architekten Frank Lloyd Wright entwickeltes urbanes Konzept. Wright präsentierte seine Idee im 1932 erschienenen Artikel The Disappearing City und im Jahr 1935 in Form eines Modells, das einen Ausschnitt von etwa 10 Quadratkilometern seiner Vision architektonisch und städtebaulich formuliert. Das Modell wurde von Studenten in seinem Taliesin Studio erstellt.

## Konzeption
Wrights Vision für die amerikanische Entwicklung ist eine Antithese zum Konzept der Stadt und insbesondere eine Gegenthese zu den Visionen der Vertreter der architektonischen Avantgarde, die sich wie in Le Corbusiers Plan Voisin die Stadt der Zukunft als eine kompakt, rationalisierte Maschine vorstellen. Wright hingegen schlägt eine suburbane, dezentrale Landschaft vor, in der die Bewohner autark und höchst mobil leben sollen. Die Broadacre City stellt sowohl ein planerisches Statement dar, als auch ein utopisches Gesellschaftsmodell, in dem jede US-Familie einen acre (ca. 4000 m²) Land zugeteilt bekäme. Durch die "Neugeburt" des Landes in Form einer ballungsraumfreien Agrarlandschaft, bewohnt von selbstbestimmten Menschen, die ihr eigenes Land bewirtschaften, sollte sich nach Wright eine neue, auf Familie, Spiritualität und Wissen vertrauende Gemeinschaft herausbilden. 
Der Individualverkehr in Form von Automobilen wird in Wrights Utopie als autonomes Fortbewegungsmittel bevorzugt. Fußgänger bewegen sich lediglich innerhalb ihres acres sicher. Eine hochentwickelte Informations- und Kommunikationstechnologie soll dem Bewohner von Broadacre City jederzeit alle Informationen zur Verfügung stellen, die er benötigt. „Wohin der Bürger auch geht (und selbst während er geht), verfügt er über Information, Behausung und Unterhaltung. Was er braucht, was er haben oder wissen will, ist stets leicht für ihn erreichbar.“ (Frank Lloyd Wright 1935).
Wright kam bis zu seinem Tod im Jahre 1959 immer wieder in Büchern und Artikeln auf das Konzept der Broadacre City zu sprechen.
Rückblickend scheint "Broadacre City" den Zustand der heutigen amerikanischen Stadt vorzuzeichnen, so wirkt die sogenannte Edge City wie eine ungeplante, unvollständige Version von Broadacre City.  